# Iz zjizni Fjodora Kuzkina
Iz zjizni Fjodora Kuzkina (russisk: Из жизни Фёдора Кузькина) er en sovjetisk spillefilm fra 1989 af Stanislav Rostotskij.

## Medvirkende
- Aleksandr Susnin som Fyodor Kuzkin
- Tatjana Bedova som Avdotja
- Sergej Bystritskij
- Denis Borisov
- Mikhail Zjigalov